# The First Take
The First Take (cũng được viết thành THE F1RST TAKE) là một kênh YouTube của Nhật Bản được thành lập năm 2019, chuyên mời gọi các ca sĩ biểu diễn bài hát của họ trong một lần ghi hình duy nhất. The First Take thuộc quyền sở hữu của Sony Music Entertainment Japan.

## Tổng quan
The First Take thường đăng tải video ghi hình các ca sĩ biểu diễn bài hát của họ trong một căn phòng trống (mà ở đây là phòng thu âm) mang phông nền màu trắng, quá trình ghi hình chỉ diễn ra một lần duy nhất. Video được ghi hình với độ phân giải 4K và âm thanh sắc nét. Theo giám đốc sáng tạo của The First Take là Shimizu Keisuke, trước khi ghi hình các ca sĩ được yêu cầu "hãy xem buổi biểu diễn này như là buổi biểu diễn trực tiếp, không chỉ đơn thuần là một buổi thu âm."

## Lịch sử
Kênh The First Take được tạo vào ngày 5 tháng 11 năm 2019. Ngày 15 tháng 11 năm 2019, kênh đăng tải video đầu tiên ghi hình nữ ca sĩ Adieu biểu diễn bài hát "Narratage". Ngày 6 tháng 12 cùng năm, The First Take đăng tải video ghi hình LiSA biểu diễn bài hát "Gurenge", video này đã trở nên phổ biến và mang về số lượt xem cao hơn số lượt xem video âm nhạc của bài hát. Tính đến tháng 5 năm 2024, có hơn 400 tập và trên 300 cá nhân hoặc nhóm nhạc đã xuất hiện trên The First Take; tiêu biểu đã có khoảng năm video với hơn 100 triệu lượt xem bao gồm: bài hát "Gurenge" của LiSA, bài hát "Neko" của nhóm nhạc DISH//, "Dry Flower" của Yuuri, "Yoru ni Kakeru" và "Gunjou" của Yoasobi.
Với sự phổ biến ngày càng tăng, The First Take đã mời gọi thêm các ca sĩ trên toàn thế giới bên ngoài Nhật Bản; cụ thể là vào tháng 6 năm 2020, nhóm nhạc Stray Kids biểu diễn phiên bản tiếng Nhật của bài hát "Slump", trở thành nhóm nhạc Hàn Quốc và ngoại quốc đầu tiên xuất hiện trên The First Take.
Tháng 2 năm 2022, Ai biểu diễn bài hát "Aldebaran", trở thành nghệ sĩ người Mỹ đầu tiên xuất hiện trên kênh. Nhóm nhạc người Mỹ đầu tiên xuất hiện trên kênh là Pentatonix vào tháng 1 năm 2021. Vào tháng 6 năm 2022, ca sĩ người Anh Harry Styles là một trong số ít nghệ sĩ phương Tây được mời biểu diễn trên The First Take, đã xuất hiện trong tập thứ 225 biểu diễn bài "Boyfriends". Vào tháng 9 năm 2022, ca sĩ người Canada Avril Lavigne được mời biểu diễn bài hát "Complicated". Vào tháng 10 cùng năm, nữ ca sĩ Sury Su biểu diễn bài "Liao (The Phoenix)", trở thành nghệ sĩ người Trung Quốc đầu tiên xuất hiện trên kênh.
Tháng 1 năm 2023, Hoshimachi Suisei thể hiện bài hát của cô là "Stellar Stellar", trở thành VTuber đầu tiên xuất hiện trên The First Take.